# SLC6A15
SLC6A15‏ (Solute carrier family 6 member 15) هوَ بروتين يُشَفر بواسطة جين SLC6A15 في الإنسان.